# ساحة دام

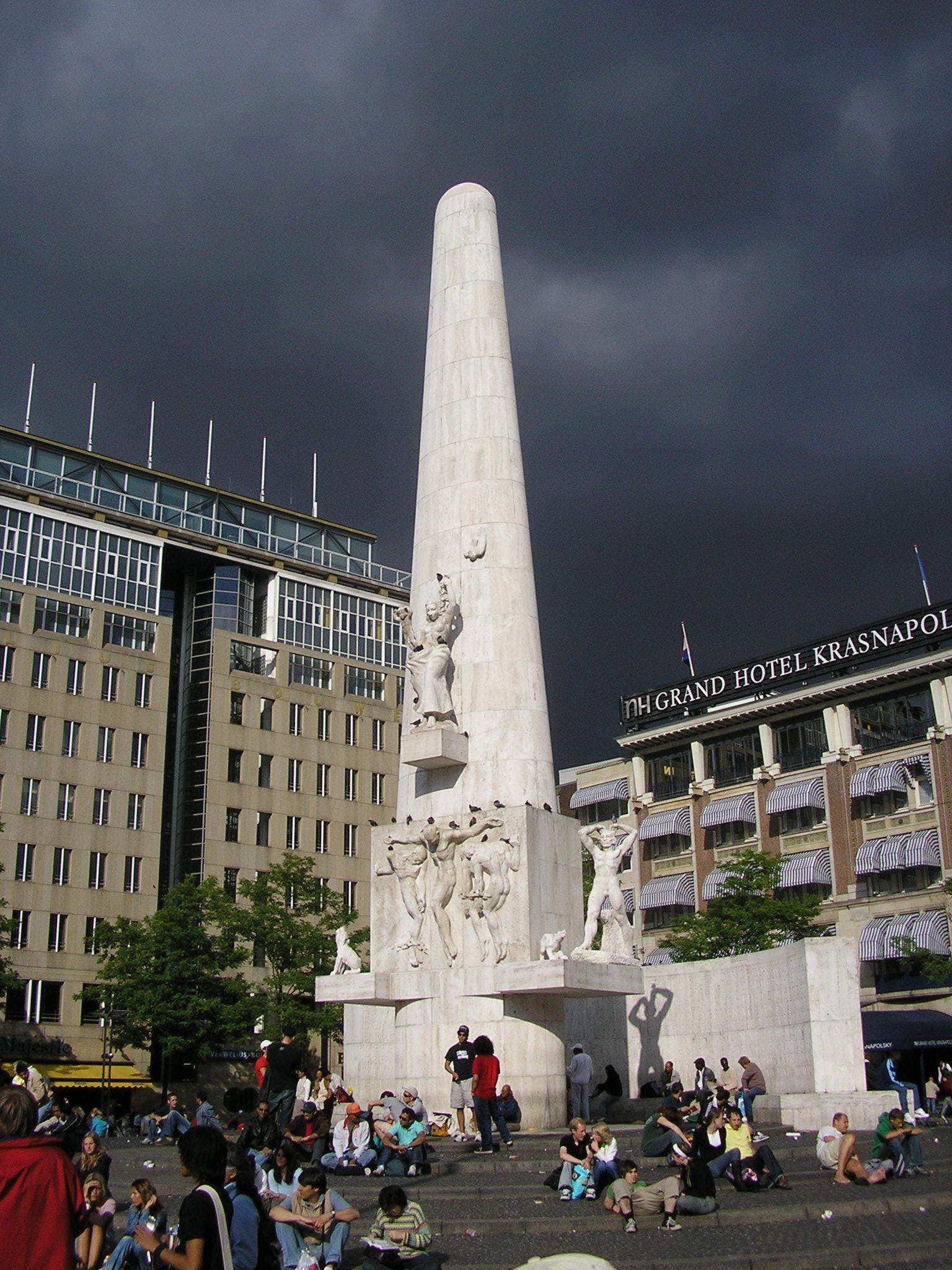
النصب الوطني في ساحة دام، أمستردام

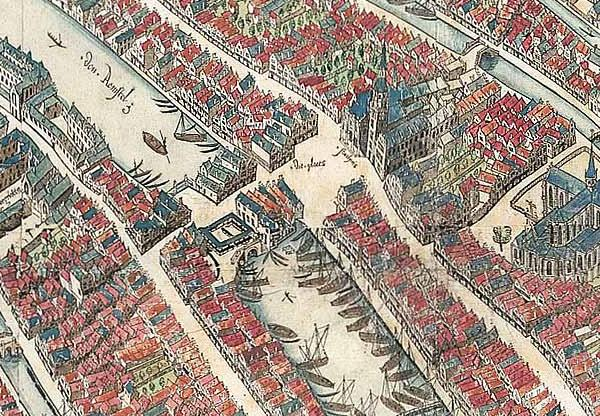
ساحة السد عام 1544 على نهر أمستل

ساحة السد أو ساحة دام (بالهولندية: de Dame؛ بالإنجليزية: Dam Square) ميدان يقع في وسط مدينة أمستردام، هولندا. تقع فيه عدة مباني هامة، مما يجعله أهم ميادين العاصمة الهولندية. اشتق الميدان إسمه من الوظيفة الرئيسية له: وهي سد على نهر أمستل، وهو أيضا سبب تسمية المدينة كذلك. تم تشييده عام 1270 تقريبا، وقد شكل السد أول رابط بين المستوطنات الواقعة على جانب النهر.
يقع الميدان في مركز مدينة أمستردام التاريخي، ويبعد حوالي 750 مترا من المحطة المركزية. ويتخذ شكل شبه مستطيل، حيث يمتد 200 متر من الغرب إلى الشرق، وحوالي 100 متر من الشمال إلى الجنوب. وهو يربط بين شارعيّ دامراك وروكين، الذان يمتدان في المكان الأصلي لنهر أمستل.

## وصلات خارجية
- بانوراما 360 درجة للساحة